# Pleopeltis buchtienii
Pleopeltis buchtienii är en stensöteväxtart som först beskrevs av Christ och Rosenst., och fick sitt nu gällande namn av Alan Reid Smith. Pleopeltis buchtienii ingår i släktet Pleopeltis och familjen Polypodiaceae. Inga underarter finns listade.